# Trithemis selika
Trithemis selika is een libellensoort uit de familie van de korenbouten (Libellulidae), onderorde echte libellen (Anisoptera).
De wetenschappelijke naam Trithemis selika is voor het eerst geldig gepubliceerd in 1869 door Selys.